# BMW Concept CS
O BMW CS Concept é um protótipo apresentado pela BMW apresentado no Salão de Shanghai de 2007. A BMW afirmou que o CS Concept poderia ser produzido, após comentários iniciais positivos em 2007 pelos revendedores da BMW. Isto foi seguido em 2008 por um anúncio da BMW de que o conceito entraria em produção na forma do BMW Gran Turismo. A BMW cancelou o projeto mais tarde em novembro de 2008 por razões financeiras.

## Design e recursos

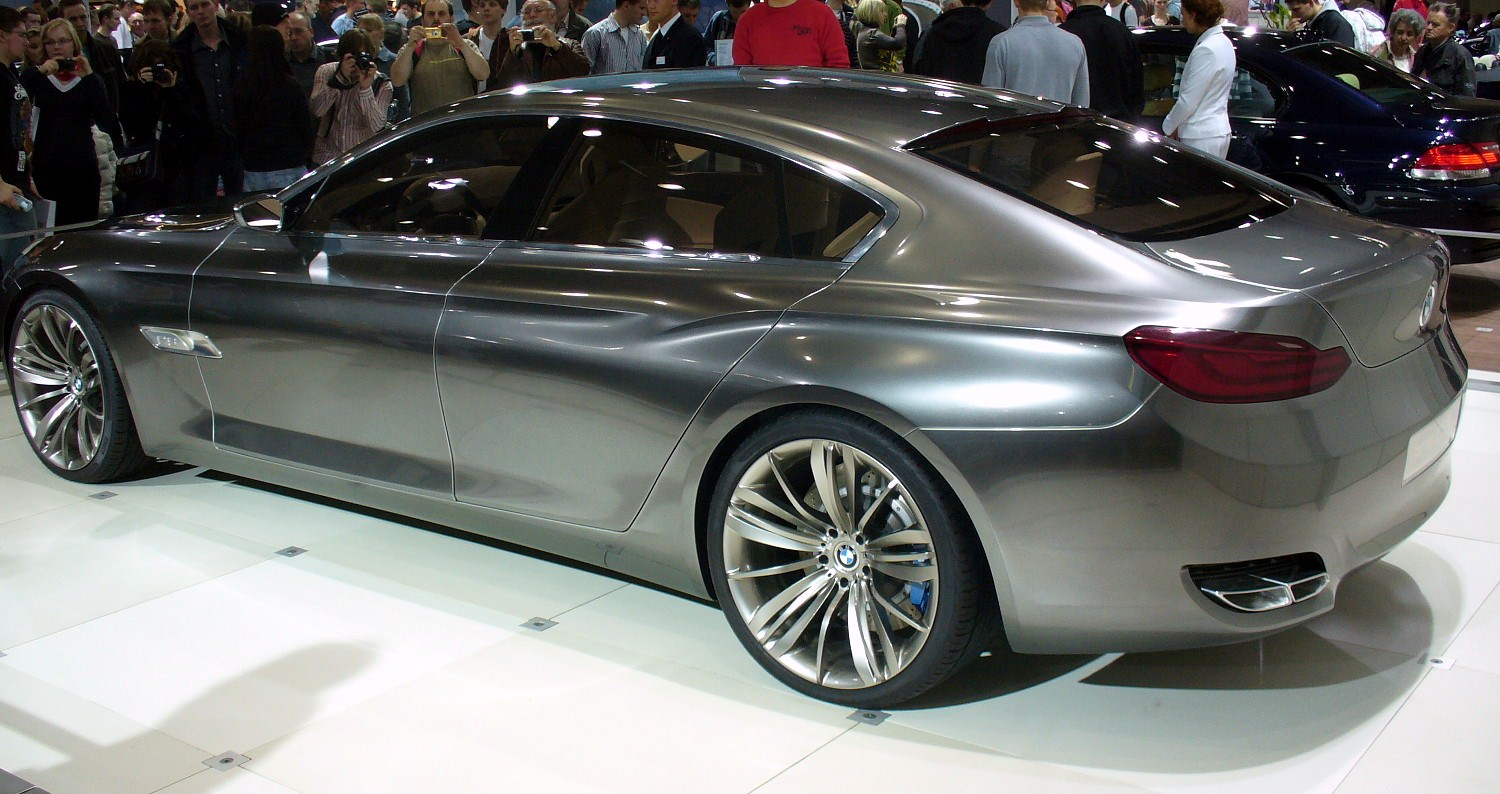
Visão traseira

Baseado na plataforma do Série 7 (E65), o CS Concept apresenta dicas do design de futuros automóveis da BMW. O painel frontal apresenta a grade da marca BMW, que é maior que os modelos anteriores da BMW e agora integrada ao pára-choques. Também existem indicadores de mudança de direção. Os faróis contêm uma "sobrancelha". Na traseira, o veículo possui tubos de escape retangulares integrados no para-choque. O CS apresenta uma versão modificada do motor BMW S85 V10 com mais dois cilindros e um deslocamento ampliado de 6,0 litros.
O CS Concept é um sedan fastback que apresenta muitas inovações para a BMW, como maçanetas que só saem quando sensores detectam movimento. Tem dimensões ligeiramente maiores que o BMW Série 7 (E65) .

Essas dicas de design podem ser encontradas no Série 7 (F01), no 5 Series Gran Turismo (F07) de 2010 e no 5 Series Sedan (F10) de 2011. O BMW Série 6 (F12/13) Coupé/Conversível e Gran Coupe (um coupé de quatro portas) e o Série 3 (F30) 2012 também possuem esses recursos externos. 